# Micromelum minutum
Micromelum minutum är en vinruteväxtart som först beskrevs av Johann Georg Adam Forster, och fick sitt nu gällande namn av Wight & Arn.. Micromelum minutum ingår i släktet Micromelum och familjen vinruteväxter.

## Underarter
Arten delas in i följande underarter:
- M. m. ceylanicum
- M. m. curranii
- M. m. tomentosum